# Lanius ludovicianus
El alcaudón americano o verdugo americano (Lanius ludovicianus) es una especie de ave paseriforme de la familia Laniidae propia de Norteamérica, desde el sur de Canadá al sur de México.

## Subespecies
- Lanius ludovicianus anthonyi
- Lanius ludovicianus excubitorides
- Lanius ludovicianus gambeli
- Lanius ludovicianus grinnelli
- Lanius ludovicianus ludovicianus
- Lanius ludovicianus mearnsi
- Lanius ludovicianus mexicanus
- Lanius ludovicianus miamensis
- Lanius ludovicianus migrans
- Lanius ludovicianus nelsoni
- Lanius ludovicianus sonoriensis